# Peregrinação da Graça

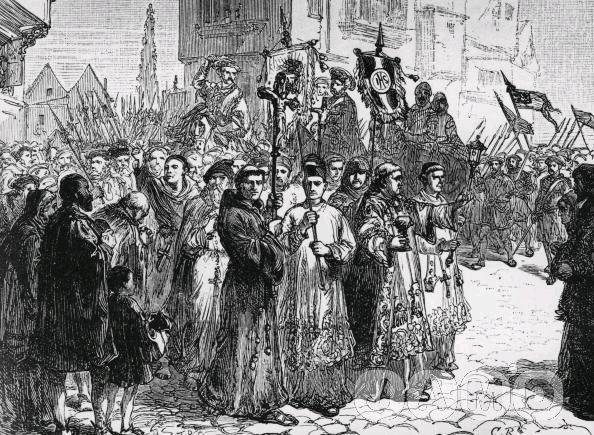
Peregrinação da Graça.

Peregrinação da Graça (em inglês: Pilgrimage of Grace) foi uma revolta popular em Iorque, Inglaterra, no ano de 1536, em protesto contra a reforma protestante levada a cabo por Henrique VIII, bem como contra outros específicos agravos políticos, sociais e económicos. Tecnicamente, o termo Peregrinação da Graça refere-se exclusivamente ao levante de Iorque, embora às vezes seja utilizado em geral para designar as rebeliões que tiveram lugar no Norte da Inglaterra, primeiro a partir de Lincolnshire, doze dias antes da Peregrinação da Graça em sentido estrito.